# Longigammarus planasiae
Longigammarus planasiae is een vlokreeftensoort uit de familie van de Gammaridae. De wetenschappelijke naam van de soort is voor het eerst geldig gepubliceerd in 2001 door Messana & Ruffo.